# Claude Bouxin
Pour les articles homonymes, voir Bouxin.
Claude Bouxin est un décorateur de cinéma français, né le 17 février 1907 à Argelès-Gazost et mort le 23
février 1997 à Villejuif (Val-de-Marne).

## Théâtre
Décorateur de théâtre
- 1948 : Elle est folle, Carole - Mise en scène Jean de Létraz en 03-1948 - Théâtre du Palais Royal (Paris)
- 1954 : On s'dit tout de Jean de Létraz - Mise en scène de Simone de Létraz en 10-1954 - Théâtre du Palais Royal (Paris)
- 1954 : Le plaisir d'aimer - Mise en scène Jean de Létraz en 02-1954 - Théâtre de la Potinière (Paris)

## Filmographie
- 1930 : Fumées de Georges Benoit et André Jaeger-Schmidt
- 1930 : La Joie d'une heure d'André Cerf (court métrage)
- 1931 : Le Lit conjugal de Roger Lion (court métrage)
- 1931 : Le Carillon de la liberté de Gaston Roudès
- 1932 : Le Gamin de Paris de Gaston Roudès
- 1933 : Roger la Honte de Gaston Roudès
- 1933 : La Roche aux mouettes de Georges Monca
- 1933 : L'Assommoir de Gaston Roudès
- 1934 : La Châtelaine du Liban de Jean Epstein et Christian Matras
- 1934 : Crainquebille de Jacques de Baroncelli
- 1934 : Fanatisme de Gaston Ravel et Tony Lekain
- 1934 : Si j'étais le patron de Richard Pottier
- 1935 : Aux portes de Paris de Charles Barrois et Jacques de Baroncelli
- 1935 : La Marmaille de Bernard-Deschamps
- 1936 :  Les Deux Gamines de René Hervil et Maurice Champreux
- 1937 : Paris de Jean Choux
- 1937 : La Pocharde de Jean Kemm et Jean-Louis Bouquet
- 1937 : Liberté de Jean Kemm
- 1937 : Passeurs d'hommes de René Jayet
- 1938 : Tempête sur l'Asie  de Richard Oswald
- 1938 : Prince de mon cœur de Jacques Daniel-Norman
- 1939 : Prince Bouboule de Jacques Houssin
- 1939 : Petite Peste de Jean de Limur
- 1939 : Cas de conscience de Walter Kapps
- 1939 : Thérèse Martin de Maurice de Canonge
- 1939 : Les Trois Tambours de Maurice de Canonge
- 1940 : Face au destin  de Henri Fescourt
- 1944 : L'Enfant de l'amour de Jean Stelli
- 1945 : Dernier métro de Maurice de Canonge
- 1946 : Au pays des cigales de Maurice Cam
- 1946 : Mission spéciale de Maurice de Canonge
- 1946 : On demande un ménage de Maurice Cam
- 1947 : Rumeurs de Jacques Daroy
- 1947 : La Dame de Haut-le-Bois de Jacques Daroy
- 1947 : Inspecteur Sergil de Jacques Daroy
- 1948 : L'École buissonnière de Jean-Paul Le Chanois
- 1948 : Une belle garce de Jacques Daroy
- 1948 : Le Dolmen tragique de Léon Mathot
- 1949 : Le Sorcier du ciel de Marcel Blistène
- 1949 : La Danseuse de Marrakech de Léon Mathot
- 1949 : Les Vagabonds du rêve de Charles-Félix Tavano
- 1950 : L'Extravagante Théodora de Henri Lepage
- 1950 : Mon ami le cambrioleur de Henri Lepage
- 1950 : Le Clochard milliardaire de Léopold Gomez
- 1950 : Nous avons tous fait la même chose de René Sti
- 1951 : Les Maîtres nageurs de Henri Lepage
- 1951 : Les Deux Gamines de Maurice de Canonge
- 1951 : Dupont Barbès de Henri Lepage
- 1951 : Et ta sœur de Henri Lepage
- 1952 : L'Amour toujours l'amour de Maurice de Canonge
- 1952 : L'Agonie des aigles de Jean Alden-Delos
- 1952 : Fortuné de Marseille de Henri Lepage et Pierre Méré
- 1952 : Ma femme, ma vache et moi de Jean Devaivre
- 1952 : Les Surprises d'une nuit de noces de Jean Vallée
- 1952 : La Danseuse nue de Pierre Louis
- 1953 : Rires de Paris de Henri Lepage
- 1953 : Quitte ou double de Robert Vernay
- 1954 : Boum sur Paris de Maurice de Canonge
- 1954 : Le Collège en folie de Henri Lepage
- 1954 : Piédalu député de Jean Loubignac
- 1955 : M'sieur la Caille d'André Pergament
- 1955 : Pas de souris dans le bizness de Henri Lepage
- 1955 : Trois de la Canebière de Maurice de Canonge
- 1955 : Le Couteau sous la gorge de Jacques Séverac
- 1955 : Les Nuits de Montmartre de Pierre Franchi
- 1955 : On déménage le colonel de Maurice Labro
- 1955 : La Rue des bouches peintes de Robert Vernay
- 1956 : Bob le flambeur de Jean-Pierre Melville
- 1956 : Opération Tonnerre de Gérard Sandoz
- 1956 : Ces sacrées vacances de Robert Vernay
- 1956 : Mitsou de Jacqueline Audry
- 1956 : Les Lumières du soir de Robert Vernay
- 1957 : Alerte aux Canaries de André Roy
- 1957 : Paris clandestin de Walter Kapps
- 1957 : Trois de la marine de Maurice de Canonge
- 1957 : Bonjour jeunesse de Maurice Cam
- 1957 : La Blonde des tropiques de André Roy
- 1957 : La Nuit des suspectes de Victor Merenda
- 1957 : Le Coin tranquille de Robert Vernay
- 1957 : Police judiciaire de Maurice de Canonge
- 1958 : La Fille de feu de Alfred Rode
- 1958 : Madame et son auto de Robert Vernay
- 1958 : La Moucharde de Guy Lefranc
- 1958 : Suivez-moi, jeune homme de Guy Lefranc
- 1959 : Détournement de mineures de Walter Kapps
- 1959 : Oh ! Qué mambo de John Berry
- 1960 : Monsieur Suzuki de Robert Vernay
- 1960 : Le Pain des Jules de Jacques Séverac
- 1960 : Les Tortillards de Jean Bastia
- 1961 : Mourir d'amour de Dany Fog
- 1961 : Un Martien à Paris de Jean-Daniel Daninos
- 1961 : L'Éternité pour nous de José Bénazéraf
- 1962 : Que personne ne sorte de Yvan Govar
- 1962 : Dossier 1413 d'Alfred Rode
- 1965 : Les Baratineurs de Francis Rigaud
- 1967 : Du mou dans la gâchette  de Louis Grospierre